# Alesadora
El alesado o mandrilado es una operación de ensanchamiento cilíndrico de un agujero o de una cavidad, hasta llevarla a una determinada dimensión diametral. La característica principal del alesado es la utilización de un árbol portaherramienta giratorio y desplazable al que se denomina mandril.
El mandrilado tiene mucha analogía con el torneado, pues el mandril con las herramientas de corte en él colocadas ejecuta el torneado de superficies cilíndricas interiores, sólo que en el mandrilado la pieza permanece generalmente en reposo y la herramienta realiza simultáneamente los movimientos de rotación y de avance, mientras que en el torno generalmente la pieza gira y la herramienta avanza.
Con el mandrilado es más fácil trabajar superficies cilíndricas interiores paralelas en piezas de gran volumen o de difícil manipuleo. También se hace posible rebajar o frentear zonas exteriores normales a los agujeros mandrilados.

## Operaciones fundamentales del Alesado
- Ejecución de asientos: en ciertas piezas es necesario practicar agujeros cilíndricos de distintos diámetros para obtener una superficie anular de asiento. Esta operación requiere una herramienta especial que se adapta al extremo de un mandril con guía. Para escariar plano se requiere o bien un escariador frontal, o bien una cuchilla laminar que se introduce y sujeta en el extremo mediante tornillo.

- Alesado o torneado cilíndrico: esta operación se realiza haciendo avanzar el mandril en una dirección paralela al eje de rotación del movimiento principal, el que, es el de traslación del portaherramienta.

- Frenteado: esta operación puede realizarse si se dispone en el mandril portaherramienta animado de un movimiento de rotación, un mecanismo capaz de producir el avance radial de una herramienta a lo largo de un brazo colocado normalmente al eje de rotación. Este mecanismo puede estar formado por un par de ruedas cónicas y sistema tornillo-tuerca, esta última guiada para evitar su rotación.

- Alesado o torneado cónico: para realizar esta operación es necesario disponer de un mandril con la conicidad deseada y en él, un mecanismo capaz de producir el desplazamiento de la herramienta a lo largo de una guía.

- Alesado o torneado esférico: esta operación es realizada por un mecanismo piñón-cremallera alojado en el interior del mandril portaherramienta. Es consecuencia de la rotación del mandril alrededor de su eje y de un movimiento de rotación incompleto de la herramienta alrededor de un punto centro perteneciente a dicho eje. En efecto una cremallera, obliga al piñón que engrana con ella, a girar, y este a su vez a la herramienta, la cual se desplaza en arco cuyo radio es el de la superficie esférica deseada.

- Roscado: esta operación puede realizarse empleando fresas de roscar que se fijan al extremo del mandril mediante chaveta y tuerca de seguridad. Es necesario prever un acoplamiento elásticoque desacopla la fresa, apenas esta encuentra una resistencia al avance superior a la resistencia opuesta al corte, por el material que se trabaja.

## Herramientas de Alesar
Las herramientas utilizadas para ejecutar el alesado son: herramientas de filo monocortante; herramientas cuchillas de simple y doble filo; escariadores fijos.
El trabajo de alesado o torneado cilíndrico interior se realiza preferentemente usando herramientas de filo monocortantes y cuchillas, las cuales son de dimensiones reducidas, pues deben actuar en el interior de las piezas y no solamente para tornear a diámetros reducidos, sino también a profundidades o longitudes apreciables. La posición exacta de la herramienta tiene excepcional importancia para obtener así el alesado al diámetro exacto.

### Herramientas de filo monocortante
Se construyen como las herramientas de torno; son por lo general trozos de barra de sección calibrada. En uno de sus extremos, se forma el filo o borde cortante.
En algunos casos son fijas y en otros graduales:
- Herramientas fijas: fijadas mediante clavijas, se utiliza para desgrosar en una sola pasada.

- Herramientas graduales: mediante un tornillo de empuje es posible desplazar longitudinalmente la herramienta para aumentar el diámetro del alesado, después de cada pasada.

### Herramienta cuchilla
Se les da este nombre por cuanto tienen forma plana y el filo se ejecuta en un extremo, a veces en ambos extremos o sea con doble corte. Se emplean especialmente para frentear superficies normales a los agujeros cilíndricos que presentan las piezas.

## Máquinas Alesadoras
El alesado es un verdadero torneado interior que es necesario efectuar con medios y máquinas apropiadas. Las máquinas de este tipo adoptan dos formas fundamentales según que las piezas sean livianas o pesadas. En el primer caso, el árbol portaherramienta es fijo y la pieza a trabajar móvil; en el segundo caso, el árbol es móvil y la pieza se dispone en forma fija sobre una bancada. Las máquinas alesadoras, del tipo denominado universal, pueden ejecutar diversos trabajos tales como: agujerear, tornear, filetear y fresar.
Las superficies a alesar, deben permitir el paso del mandril o barra de alesar; en caso contrario es necesario perforar primero y luego proceder al alesado.

### Esquema de una máquina, tipo y movimientos
Una alesadora está formada por una bancada amplia sobre la cual va montada una columna fija montante; sobre la bancada se desliza longitudinalmente un carr, sobre el cual se ha colocado una mesa fija o un plato giratorio. Sobre esta mesa se fija la pieza a trabajar. También sobre la bancada, puede fijarse en una posición cualquiera un soporte auxiliar; sobre él se desliza una luneta de apoyo del husillo cuando la índole del trabajo lo requiere, tal como en el torneado interior de cilindros de cierta longitud. Sobre el montaje principal se desplaza verticalmente el carro portaherramienta.
La posición en altura del husillo y de la luneta se obtiene simultáneamente con una cadena cinemática adecuada. El movimiento principal es el de rotación y se realizan con distintos avances apropiados al material que se trabaja y a la herramienta que se emplea. La pieza colocada sobre la mesa o el plato a la altura debida se pone en posición mediante el desplazamiento del carro longitudinal y carro transversal. Es posible que la herramienta ejecute solo el movimiento de rotación y la pieza el de traslación.

## Clasificación de las máquinas alesadoras
- Alesadora horizontal, husillo desplazable verticalmente y mesa móvil: es una máquina construida para tornear interiormente cilindros pertenecientes a piezas muy pesadas, que se fijan sobre la mesa móvil en dos sentidos normales entre sí, a una altura dada. Este tipo de máquina es especialmente apto para el torneado de cilindros de motores térmicos.

- Alesadora con árbol a altura fija: esta máquina alesadora también es apta para el torneado de grandes cilindros. Tiene la característica de poseer un árbol portaherramienta giratorio siempre a una misma altura. Este árbol presenta un mecanismo interior a tornillo para desplazar el portaherramienta, en forma independiente. La pieza a trabajar viene sujetada en forma estable sobre una base inamovible.

- Alesadora con husillo a altura fija: esta máquina es apta para trabajar piezas livianas y medianamente pesadas que pueden ser colocadas sobre la mesa y en ella fácilmente desplazables en tres sentidos perpendiculares entre sí. La longitud trabajable de las piezas está limitada por la distancia libre entre el husillo y el montaje y el máximo radio de alesado (torneado interior) por la máxima distancia vertical entre el eje prolongado del husillo y la posición más baja que adopta la superficie superior de la mesa.

- Alesadora vertical: si los objetos que deben taladrarse o fresarse presentan una serie de agujeros paralelos, igual o desigualmente distribuidos sobre una superficie sería necesario trasladar la pieza bajo la acción de la mecha o de la fresa, si estas son a eje inmovible, se necesitaría una gran mesa móvil en dos direcciones perpendiculares.
- Alesadora portátil: Cuando la pieza a mecanizar es inmóvil o de gran tamaño se utilizan este tipo de alesadoras que pueden ser de accionamiento eléctrico o hidráulico, con avance automático o manual.

Suelen utilizarse en equipos de movimientos de suelos, viales, mineros, también en los ejes de hélices de embarcaciones y motores fijos de buques para la reparación de las bancadas de apoyo de cigüeñales y otros.

## Máquinas alesadoras modernas (Universales)

### Alesadora horizontal
Las máquinas alesadoras modernas pueden ejecutar una serie de operaciones distintas, taladrado, escariado, alesado o torneado interior y aun fresado, por todo ello deben considerarse como máquinas universales.
La bancada amplía y robusta tiene forma de caja y presenta guías amplias para el desplazamiento del carro y ofrece las bases de apoyo para el montante del cabezal y del auxiliar. El montaje principal es hueco y de sección cuadrangular, con guías para el desplazamiento vertical del cabezal, mediante mecanismos de tornillo-tuerca.
El cabezal es la parte más importante de la máquina, pues soporta al husillo, le comunica el movimiento de rotación y el de avance. El cabezal en sí, es una caja de velocidades para ambos movimientos. En la salida, el husillo presenta un plato que permite realizar el frenteado de las piezas así como también presenta la cavidad tronco-cónica en la que es posible alojar la mecha helicoidal, el escariador y aún la fresa para las consiguientes operaciones de trabajo.
En el cabezal se tiene además una serie de mecanismos que permiten:
- hacer girar solamente al husillo
- hacer girar el plato con el husillo inmóvil
- hacer girar a ambos solidariamente
- hacer girar cada uno de ellos a una velocidad diferente

### Alesadora vertical
La misma condición de universalidad enunciada en la alesadora horizontal, caracteriza también a esta máquina. Tanto la una como la otra, se presentan admirablemente para ejecutar una serie de operaciones sucesivas y distintas, sin variar la posición de la pieza, anclada sobre la mesa.
Esta evita los inevitables errores de paralelismo, perpendicularidad y axialidad, lo que conduce también a una reducción de costos..

### Alesadora con múltiples unidades
Sirve para disminuir los costos y para realizar simultáneamente varias operaciones sin modificar los dispositivos de montaje en la fabricación por grandes series.

### Máquinas alesadoras de precisión que utilizan herramientas dediamanteocarburo de tungsteno
Caracterizan al maquinado de gran precisión. Para que una máquina responda a esas condiciones, es necesario que su construcción y concepción técnica sean lo más perfecto posible, de modo tal que el acabado del trabajo realizado, esté de acuerdo a la perfección que se requiere en el trabajo moderno de los metales. Esta precisión exige que se alcance en la construcción de la máquina la máxima seguridad, que el desgaste por el uso continuado sea el mínimo, que ella este casi exenta de vibraciones y, por lo tanto, posea cierta solidez de forma que las elimine casi en absoluto durante la realización de trabajo.

## El escariado en las máquinas alesadoras
El escariado es una operación que puede realizarse en todas las máquinas que posean movimientos de rotación y avance simultáneos. Para hacer esa operación se usan todos los tipos de escariadores de accionamiento mecánico.